# Brèche de Tuquerouye
Pour les articles homonymes, voir Tuquerouye (homonymie).
La brèche de Tuquerouye est un col de montagne pédestre des Pyrénées à 2 660 ou 2 668 mètres d'altitude entre le département français des Hautes-Pyrénées, en Occitanie, et la province espagnole de Huesca, dans la communauté autonome d'Aragon, sur la frontière franco-espagnole.
Il relie la vallée d'Estaubé en Lavedan à la vallée de Pineta en Aragon.

## Toponymie
En occitan, tuque rouye signifie le « piton rougeâtre ».

## Géographie
La brèche de Tuquerouye est située entre le pic de Tuquerouye (2 819 m) à l’ouest et le pic de Pinède (2 860 m) à l’est. Elle surplombe l'ibón de Marboré au sud.

## Histoire
Le 5 août 1890 fut inauguré le refuge de Tuquerouye situé sur la brèche.

## Protection environnementale
Le col est situé dans le parc national des Pyrénées.
Le col fait partie d'une zone naturelle protégée, classée ZNIEFF de type 1, « cirques d’Estaubé, de Gavarnie et de Troumouse », et de type 2, « haute vallée du gave de Pau : vallées de Gèdre et Gavarnie ».

## Voies d'accès
Le col est accessible par le versant nord (versant français) par le cirque d'Estaubé en direction de la borne de Tuquerouye au pied de la brèche ; versant sud (espagnol) par le col du Cylindre puis le lac glacé.